# Moghedien
Moghedien is een van de dertien verzakers, of -zoals zij zich noemen- uitverkorenen, uit de boekencyclus Rad des Tijds van Robert Jordan.
Moghedien staat bekend als De Spin; een verwijzing naar haar zorgvuldig en risicovermijdend gedrag. Voor Moghedien overliep naar de Duistere, was zij onder de naam Lillen Moiral bekend. Lang voor de Oorlog van Kracht liep ze over naar de schaduw, maar ze kon dit lange tijd verborgen houden. Toen ze uiteindelijk een plaats in de staf van Lews Therin verworven had, trad ze op als spion en agent-provocateur. Moghedien had de leiding over een uitgebreid inlichtingen- en sabotagenetwerk en zorgde hiermee voor ontwrichting van de maatschappij.
Veel mensen, zelfs verzakers, keken op haar neer, maar de personen die haar al te makkelijk negeerden kregen daar later spijt van; Moghedien heeft een scherp geheugen en wacht haar kans op overwicht af.
Het domein van Moghedien is Tel'aran'rhoid, waar haar vaardigheden die van Lanfir ontstegen, ondanks de bewering van laatstgenoemde dat zij de machtigste in de Wereld der Dromen was. Moghedien ontwikkelde na haar ontsnapping uit de Bres een enorme haat tegen Nynaeve, die ze in de haven van Ebo Dar bijna vermoordde. Na enkele onderlinge confrontaties werd Moghedien gevangengenomen door Nynaeve. Deze gevangenschap wendden Nynaeve en Egwene aan om kennis van de Ene Kracht uit Moghedien te trekken. Moghedien werd uiteindelijk bevrijd door Aran'gar.